# 瀋陽有軌電車
瀋陽有軌電車（簡体字中国語: 沈阳有轨电车）は中華人民共和国遼寧省瀋陽市にある路面電車である。

## 概要
中華民国時代の1924年に瀋陽に路面電車が開通したが、1974年までには一旦全線廃止された。現在の路線は2013年に建設され、2018年現在、1・2・3・4・5・6号線の4路線が運行されている。

## 路線

### 運営中
- ■1号線：奥体中心（未開業）、興隆大奥莱、億豊広場、銀卡路、匯泉路、新松機器人、白塔河路、月星国際城、消防総隊、恒大中央広場北、恒大中央広場南、国際軟件園、新松智慧園、緑城全運村、華茂中心、瀋陽創新天地、尚盈麗城、府城銘邸、国際学校、光明学校、黒牛財富、城建学院、芸術中心、東北大学、尚盈麗景、電車公司、会展東、会展中心
- ■2号線：奥体中心（未開業）、興隆大奥莱、億豊広場、銀卡路、匯泉路、新松機器人、白塔河路、月星国际城、消防総隊、恒大中央広場北、恒大中央広場南、国際軟件園、新松智慧園、国際設計谷、千錦匯酒店、美地庄園、寧路村（未開業）、桃仙、機場賓館、桃仙機場
- ■3号線：世紀大廈、白塔河路、中海康城、首創光和城、華茂中心、和鴻広場、科技館、魯美学院、錦聯産業園、大学科技城、中央公園、東軟医療園、国際医院、東北大学、尚盈麗景、電車公司、会展東、会展中心
- ■4号線：世紀大廈、白塔河路、中海康城、首創光和城、華茂中心、和鴻広場、科技館、魯美学院、錦聯産業園、大学科技城、中央公園、東軟医療園、国際医院、東北大学、瀋陽南站
- ■5号線：奥体中心、瀋陽海関、金水花城、奥体游泳館、行政服務中心、渾南図書館、陸軍総院、渾南実験小学、万科新里程、建築大学、金地浜河国際、綜合保税区、万科新城、渾南実験中学、楊官、李巴彦、温馨港湾、金地芸境、東北冷鮮港、天潔華爾街、汪家馨城、人民文化公園、伯官、上伯官、玄莬郡遺址公園、規画館、中金公園啓城、匯置城、李石寨
- ■6号線：瀋陽南站、東北大学、桃仙機場

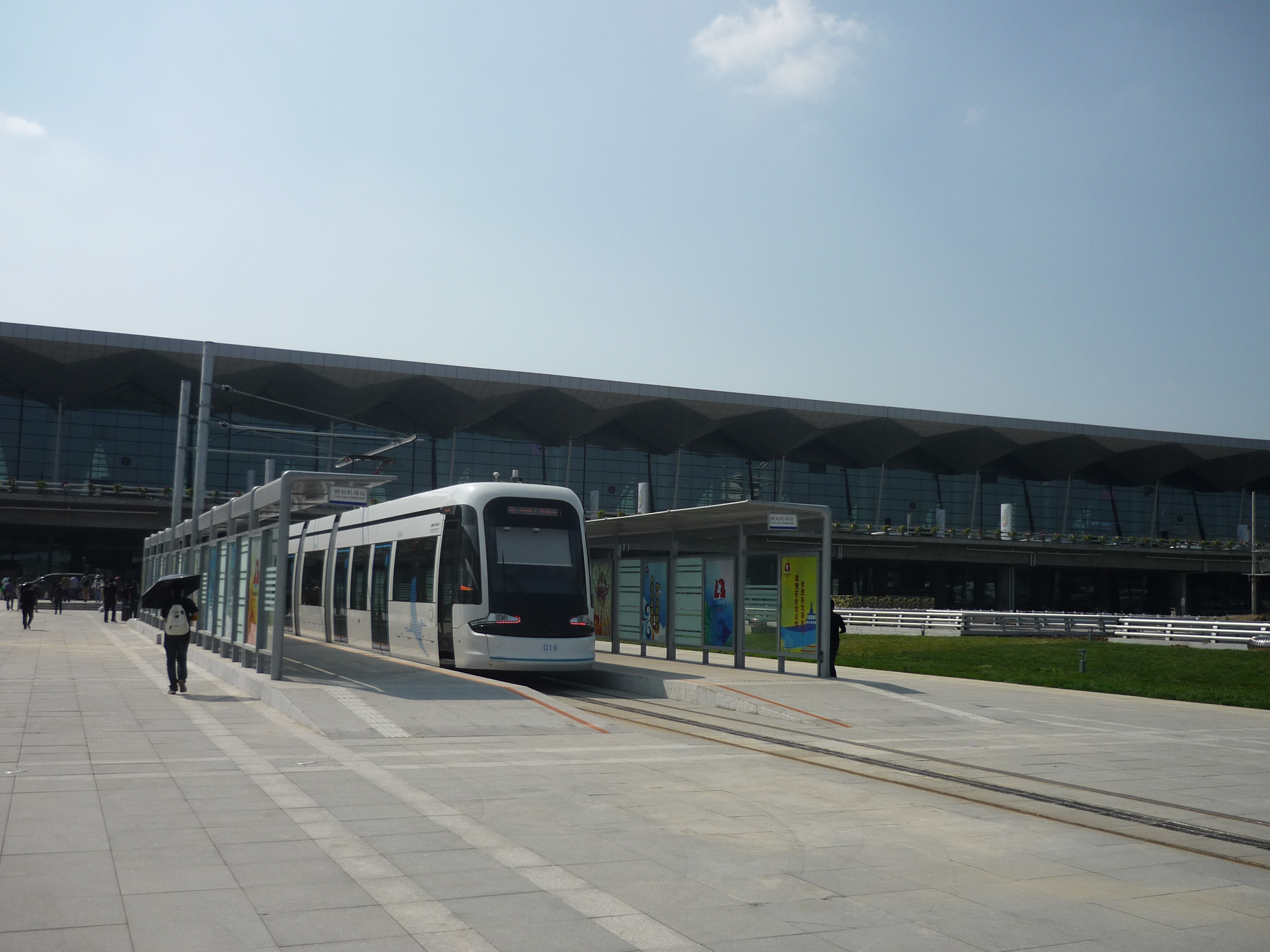
桃仙機場駅に停車する路面電車
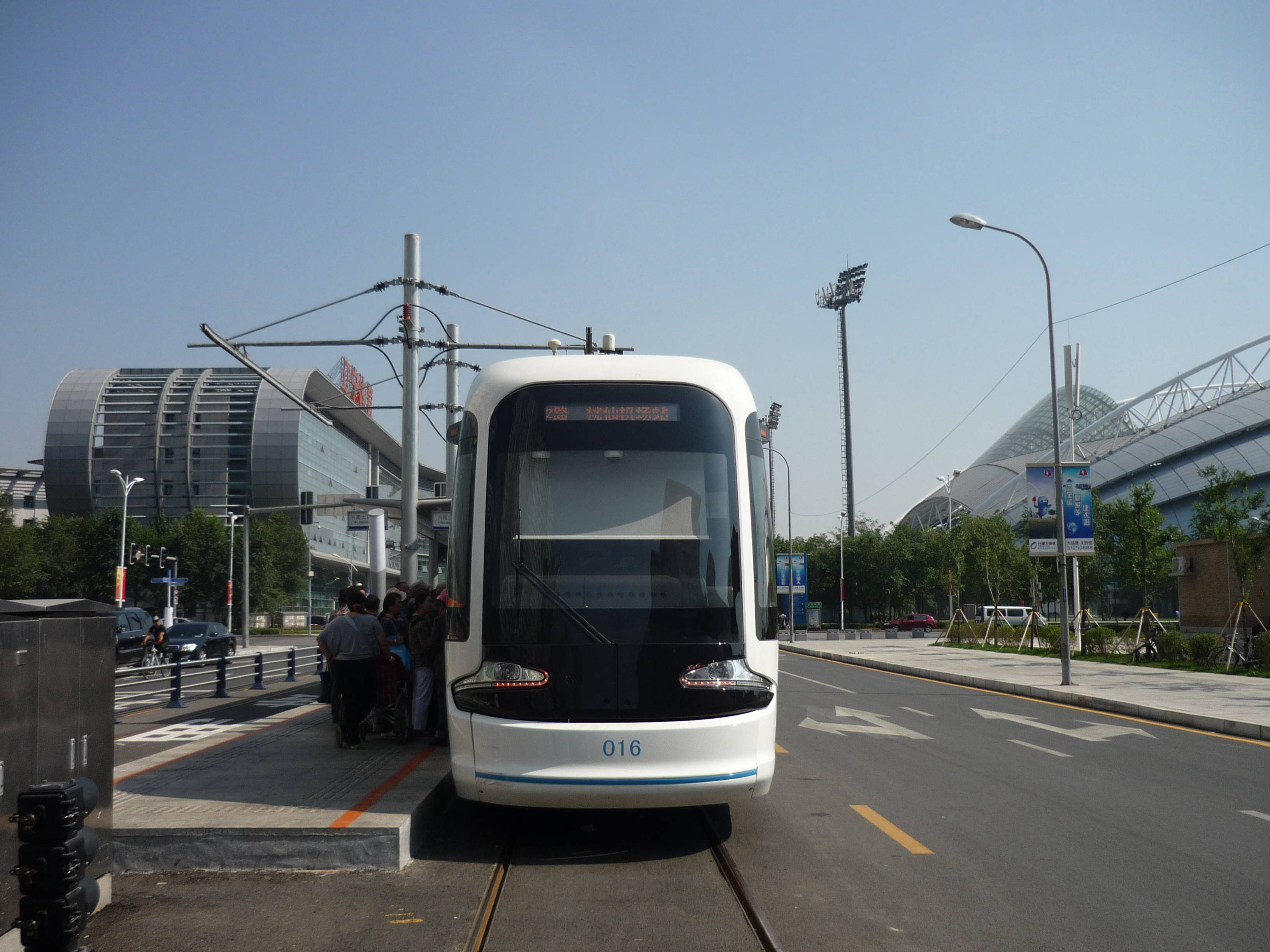
興隆大奥莱駅に停車する路面電車
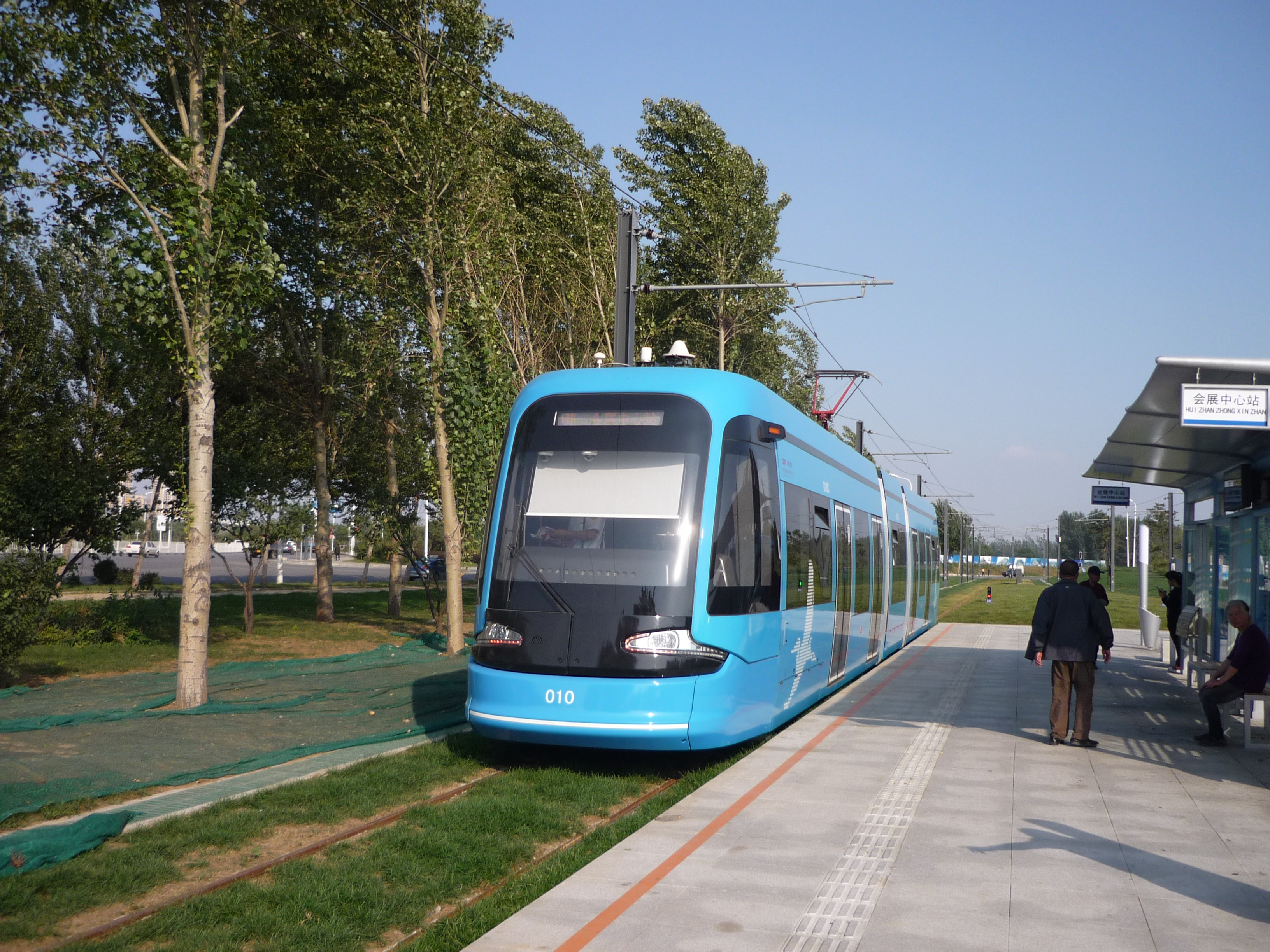
会展中心駅に停車する路面電車
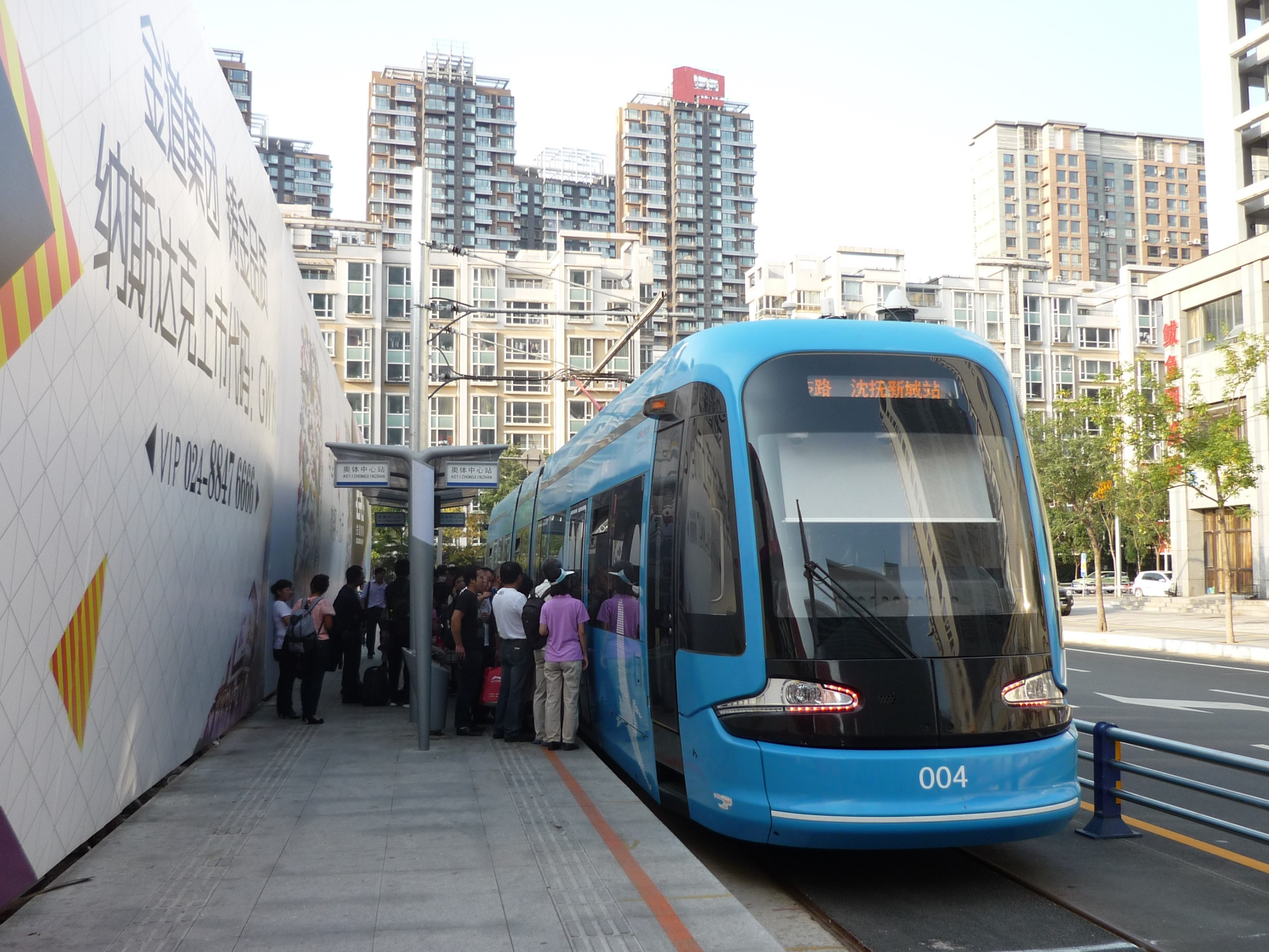
奥体中心駅に停車する路面電車

## 参照
1. ↑  “车内线路图”. 2015年5月18日時点のオリジナルよりアーカイブ。2019年3月15日閲覧。